# Joseph Canteloube
Marie-Joseph Canteloube de Malaret (Annonay, Ardèche, 21 de outubro de 1879 — Grigny, Essonne, 4 de novembro de 1957) foi um compositor autor e musicólogo, francês, conhecido pelas suas canções populares da região de Auvergne.

## Biografia
Joseph Canteloube nasceu numa família com raízes profundas na região de Auvergne, França. Ele estudou piano desde os quatro anos com Amélie Daetzer, uma amiga de Frédéric Chopin. Ele decidiu fazer uma carreira na música em Paris. Ele entrou na Schola Cantorum em 1901 e foi aluno de Vincent d'Indy e Charles Bordes, logo tornando-se amigo de Déodat de Severac, Isaac Albéniz, e Albert Roussel.